# Крайний космос
Крайний космос (англ. Final Space, рус. Космо-рубеж, Космический рубеж) — американский телевизионный мультсериал, созданный Оланом Роджерсом и Дэвидом Саксом. Сюжет первого сезона повествует о Гэри, отбывающем тюремный срок в космосе, и Мункейке, таинственном пришельце, который привязался к Гэри и представляет угрозу всей вселенной.
Показ серий начался на сайте Reddit 15 февраля 2018 года. В этот же день первые две серии были показаны на сайте американского телеканала TBS. 17 февраля 2018 года серии были показаны по сестринскому телеканалу TNT. Официальная премьера состоялась 26 февраля 2018 года, премьера второго сезона, состоящего из 13 серий, состоялась 24 июня 2019 года на канале Adult Swim.
Сериал был продлён на третий сезон 1 октября 2019 года, спустя неделю после окончания второго сезона. Премьера третьего сезона состоялась 20 марта 2021 года.
Шоу закрыли после третьего сезона. Об этом сообщил автор сериала Олан Роджерс в видео «Goodbye Final Space», которое вышло 10 сентября 2021 года.
После безуспешных переговоров с Warner Bros., 15 июня 2022 года Олан Роджерс объявил о сборе средств на короткометражный анимационный эпизод «Godspeed», который будет вдохновлён оригинальным шоу.

## Сюжет
Действие разворачивается в неопределённом будущем, Гэри Гудспид в результате спровоцированной им катастрофы на Земле отбывает тюремный срок в космическом корабле. Незадолго до истечения срока Гэри сталкивается с таинственным инопланетянином, которого назвал Пряник (англ. Mooncake). Главный герой даже не подозревает, что Мункейк способен уничтожить вселенную. За инопланетянином охотится армия прислужников «Лорда Командующего», который с помощью Пряника намеревается открыть врата в «крайний космос», чтобы уничтожить Землю, впустить во вселенную титанов, которые могут посеять во вселенной хаос и разрушение. Наёмники нападают на корабль Гэри и один из них, Авокато, решает объединиться с протагонистом в надежде вызволить с его помощью из тюрьмы Командующего своего сына — Като Младшего.

## Персонажи
- Гэри Гудспид (англ. Gary Goodspeed) (Олан Роджерс) — главный герой истории. Был осуждён на пять лет за то что, прикинувшись пилотом, нечаянно уничтожил 92 космических корабля «Стражей бесконечности» и мексиканский ресторан. Влюбился в Квинн с первого взгляда и, как сталкер, отправлял ей каждый день сообщения, не обращая внимания на то, что она никогда ему не отвечала. Познакомился с Мункейком и защищает его от Лорда Командующего. В первом сезоне критики описали его как худшего и крайне раздражительного персонажа. ➤.
- Мункейк (англ. Mooncake, рус.  Пряник) (Олан Роджерс) — маленький инопланетянин, который привязался к Гэри и везде следует за ним. Обладает колоссальной силой, способной уничтожать планеты. Лорд Командующий намеревается его использовать, чтобы открыть разлом в измерение крайнего космоса.
- Авокато (англ. Avocato) (Коти Галлоуэй) — инопланетянин, напоминающий антропоморфного кота и лучший друг Гэри. В начале сериала предстаёт наёмником Лорда, так как вынужден на него работать из-за заточённого Лордом сына Като. Решается присоединиться к Гэри, чтобы самостоятельно вызволить сына и помочь спасти Землю. Когда-то был верховным генералом Лорда со своей огромной флотилией, но не смог убить своего сына в знак верности, и стал предателем.
- Квинн Эргон (англ. Quinn Ergone) (Тика Самптер) — бывший капитан «Стражей бесконечности». Начала расследовать таинственный разлом, не понимая, почему начальство ей не помогает и даже мешает. Объединяет усилия с главными героями, с ужасом узнав, что «Стражи бесконечности» служат Лорду. Гордая и честолюбивая девушка, которая пытается сделать всё сама и отвергает помощь, даже если это означает вероятный провал задания. Ей предстоит научиться работать в команде и доверять своим соратникам.
- Найтфолл (англ. Nightfall, рус.  Полночь) (Тика Самптер) — Квинн, прибывшая из будущего, где Титаны устроили вселенский апокалипсис. Выживала последние 20 лет в постапокалиптической вселенной и заручилась поддержкой титана Боло, который помог ей отправиться в прошлое, чтобы предотвратить катастрофу. Квинн из будущего отличается от настоящей Квинн большим спокойствием и мудростью, она не скрывает свою любовь к Гэри, так как в её времени он умер 20 лет назад. В финале второго сезона пожертвовала собой ради освобождения Боло.
- Кевин (англ. KVN) (Фред Армисен) — один из роботов, который обслуживает космический корабль Хью в первом сезоне. Служит психологическим компаньоном для Гэри, чтобы тот не сошел с ума в одиночестве, однако раздражает его своими выходками.
- Хью (англ. H.U.E.) (Томас Кенни) — ИИ космического корабля, в котором отбывает свой срок Гэри. Со стороны кажется равнодушным, но имеет своеобразный юмор и постоянно дразнит Гэри печеньями.
- Лорд Командующий/Джек (англ. The Lord Commander/Jack) (Дэвид Теннант) — главный злодей первого сезона. Обладает мощной телекинетической и псионической силой, которая его медленно убивает. Когда-то давно был другом Джона Гудспида. Полученная от титанов сила изменила его личность. Лорд Командующий жаждет открыть врата во вселенную крайнего космоса, чтобы впустить Титанов и своего хозяина Инвиктуса во вселенную. Для этого он хочет схватить Мункейка. Импульсивен. Любит истязать и даже убивать своих слуг.
- Като Младший (англ. Little Cato) (Стивен Ён) — сын Авокато. Находился в заточении у Лорда. После освобождения и смерти отца становится членом команды главного героя и жаждет отомстить за смерть отца.
- Джон Гудспид (англ. John Goodspeed) (Рон Перлман) — отец Гэри, который таинственно исчез. Как позже Гэри выяснил, Джон нашёл разлом во вселенной и уничтожил его с помощью бомбы из антивещества.
- Боло (англ. Bolo) (Дэвид Кит) — титан. Единственный из своего рода, не желающий, чтобы титаны сеяли хаос во вселенной. Закрыл врата между «крайним космосом» и вселенной. В наказание остальные титаны заточили Боло в уникальную и почти недоступную тюрьму. Тем не менее, это не помешало ему связаться с Квинн в будущем, а затем и с Гэри. В финале второго сезона был освобожден из своей тюрьмы.
- Кларенс Полькавитц (англ. Clarence Polkawitz) (Конан О’Брайен) — приемный отец Эш и Фокса. Манипулятор и крайне похотлив.
- Эш Гравен (англ. Ash Graven) (Эшли Бёрч) — приемная дочь Кларенса и младшая сестра Фокса. Своими биологическими родителями была принесена в жертву, но не умерла, наделена некой силой включающего телекинез. Лишена места для правого глазного яблока.
- Фокс (англ. Fox) (Рон Фанчес) — приемный сын Кларенса и старший брат Эш.
- Инвиктус (англ. Invictus) (Ванесса Маршалл) — главный антагонист 2 сезона. Огненная сущность желающая покорить все реальности с помощью титанов.
- Шерил Гудспид (англ. Sheryl Goodspeed) (Клаудия Блэк) — мать Гэри.

## Разработка

### Идея
Олан Роджерс, создатель серии и главный сценарист, вдохновлялся такими известными лентами, как «Интерстеллар», «Звёздные войны», «Звёздный путь», «Пекло» и «Космическая одиссея 2001 года». Когда Роджерс начал вести свой канал на Youtube в 2005 году, он уже тогда хотел создать «что-то новое», объединив комедию и научную фантастику в стиле Звёздных войн или Звёздного пути. Работая над независимыми проектами, Роджерс заметил, что задумывал их комедийными, но в результате получал серьёзный финал. Создание коротких видео позволило молодому аниматору отточить навык соединения жанров научной фантастики и комедии. Роджерс признался, что разрешение работать в студии было счастливой случайностью, так как на YouTube свои работы публикуют множество талантливых художников, однако чаще всего эти работы теряются в огромной массе видео «и тут главную роль играет скорее не талант, а правильный математический расчёт».
Продумывая сценарий для «Крайнего космоса», Роджерс сразу же задумал создать пять сезонов, в каждом из которого будут показаны те или иные основные сюжетные повороты. После создания ключевого сценария, Роджерс и сценаристы принялись работать над остальным материалом, в результате материала становилось всё больше, вместе с тем и решение создать большее количество серий. Со слов Роджерса, хотя сериал задумывался, как комедия, история получилась довольно драматичной, глубокой и тёмной. Роджерсу было необходимо соблюдать баланс между трагедией и комедией. Комедийная составляющая сериала прописывалась уже не с ключевым сценарием, а при проработке сюжетов отдельных серий. Многие самые смешные реплики в шоу — импровизированные. Почти половина диалогов являются результатом импровизации. Несмотря на то, что сериал создавался для взрослой аудитории, Роджерс уделил особое внимании качественной и яркой анимации, что вступает в контраст с другими взрослыми американскими мультфильмами, отличающимися своей «грубой и смешной» анимацией. Задний план космоса создавался на основе снимков NASA. В ответ на утверждения, что стиль анимации был взят из сериала «Рик и Морти», Роджерс заметил, что не присваивал чужой стиль, а использовал свой фирменный, придуманный ещё в средней школе. Аниматор в общем не любит, когда его работу сравнивают с «Риком и Морти», заметив, что данный сериал является сатирой в чистом виде, а его картина сочетает в себе черты драмы, комедии и красивой и кинематографической ленты.

### Создание
Создателем идеи является независимые аниматоры Олан Роджерс и Дэн Браун. Изначально Роджерс планировал выпустить в 2010 году веб-сериал под названием Gary Space, состоящий из 10 коротких серий на своём личном ютуб-канале в середине 2010-х годов. Согласно сюжету, Гари за свои ужасные поступки стал изгнанником и вынужден скитаться в одиночестве по космосу, пока не нашёл таинственного инопланетянина. Роджерс признался, что несмотря на интересную задумку, серии получились по его мнению ужасными, с примитивной графикой со статичными картинками. Уже тогда Роджерс быстро потерял интерес к проекту и хотел перезапустить серию. После выпуска трёх серий, сериал вышел на перерыв. Роджерс на своей странице Facebook объяснил, что он и Браун хотят дальше отдельно заниматься своими проектами, но по прежнему полностью не отказались от выпуска дальнейших серий.
В апреле 2013 года Роджерс подтвердил, что занимается перезапуском серии Gary’s Fate. Тогда Роджерсу удалось собрать больше денежных средств, чтобы он мог вложится в относительно качественную анимацию, которой было достаточно для шестиминутной пилотной серии. Через два года аниматор объявил, что к предстоящему выпуску готовится новая короткометражная серия, которую покажут на фестивале Buffer Festival в 2015 году, однако премьера так и не состоялась. В начале 2016 года Роджерс объявил, что его проект был переименован в Final Space, а также впервые показал кадры из серий на своём влоге канала YouTube. Вскоре на своём канале, Роджерс опубликовал пилотную серию.
Пилотная серия привлекла внимание Конана О’Брайена, известного сценариста. О’Брайен пригласил Роджерса в Лос-Анджелес, чтобы тот создал полноценный сериал, состоящий из 10 серий для американского телеканала TBS. В качестве сценариста и продюсера к проекту был приставлен Дэвид Сакс, известный своей работой над сериалом «Третья планета от Солнца», он должен был помочь с написании основного сценария ещё недостаточно опытному Роджерсу. О’Брайен также приставил других членов своей компании, таких, как Дэвид Киссингер, Лари Салливан и Джефф Росс. В качестве исполнительных продюсеров были наняты Кэтлин Грейс, Мелисса Шнайдер и Мэтт Хоклутуббе. Основные работы велись в Лос-Анджелесе, в студии ShadowMachine, над анимацией работала канадская студия Arc Productions, используя программное обеспечение Toon Boom Animation. Роджерс отдельно выразил благодарность создателям нового фильма по «Звёздным воинам», благодаря которому возрос интерес населения к космической опере и именно поэтому О’Брайен обратил внимание на проект Роджерса.
После двух недель совместной работы Роджерса, Сакса и Джейка Сидвелла (композитора наряду с Шелби Мерри), Роджерс и Сакс стали принимать участие в телевизионных шоу телеканалов TBS, Comedy Central, Fox, FX, Youtube и Fullscreen. Все шесть каналов изъявили желание транслировать у себя будущий сериал.

## Анонс и выпуск
Отвечая на вопрос в Твиттере, Олан Роджерс подтвердил, что серии Final Space будут продемонстрированы на выставках Comic-Con и VidCon в 2017 году.
Премьера Final Space состоялась на сайте Reddit 15 февраля 2018 года вместе с демонстрацией интервью с Роджерсом. Это была первая премьера сериала на сайте, предназначенная для телевизионной сети. 17 февраля премьера первых серий состоялась на американском телеканале TNT после матча всех звёзд НБА 2018. После данной трансляции, сериал транслировался два часа на телеканале Cartoon Network, во время блока Adult Swim (оставшиеся серии также транслировались во время блока Adult Swim). 20 февраля 2018 года, первые две серии были выпущены в iTunes. Первая серия была доступна для бесплатного просмотра. Через месяц также были выпущены остальные серии. Телеканал Netflix приобрёл права на сериал для показа за территорией США, выпуск серий состоялся 20 июля 2018 года.
25 февраля 2018 года, премьера первых двух серий состоялась в кино, в Нашвилле, штате Теннеси.

## Музыка
Главным композитором и лириком выступает Шелби Мерри. Это её первое участие в крупном проекте, раннее она исполняла песни для независимых фильмов. Шелби описала Final Space, как многогранную эпическую космическую сагу и сердечную историю, это же чувство ей надо было передать и со своей музыкой.
Композитором музыкального сопровождения с участием оркестра и автором основной концепции жанра выступает молодой Джейк Сидвелл, для которого создание музыки к Final Space было также его первым крупным проектом. Сидвелл заметил, что испытывал некоторые трудности с созданием музыки, так как от него требовалось создание качественного саундтрека, которое соответствовало качеству музыки, создаваемой к фильмам. Тем не менее Джейку удалось справится с поставленной задачей и он готов писать музыку ко второму сезону, если ему предложат быть композитором. Джейк признался, что через такие проекты пытается собрать себе средства на лечение болезни Лайма, которая медленно убивает Сидвелла.
| №                   | Название                                | Автор(ы)                   | Длительность |
| ------------------- | --------------------------------------- | -------------------------- | ------------ |
| 1.                  | «Gallows»                               | ̽Шелби Мерри                | 3:40         |
| 2.                  | «Enter One»                             | Сол Сеппи                  | 6:16         |
| 3.                  | «When the darkness comes»               | Шелби Мерри                | 4:17         |
| 4.                  | «When the night is long»                | Шелби Мерри                | 4:30         |
| 5.                  | «Light Runner»                          | Эндрю Гудвин               |              |
| 6.                  | «Set the World»                         | Робби Невил                | 3:08         |
| 7.                  | «Final Space Main Theme»                | Джейк Сивелл и Шелби Мерри | 3:19         |
| 8.                  | «Good Kind of Dangerous»                | Эндрю Гудвин               |              |
| 9.                  | «Galaxy I»                              | Джейк Сидвелл              | 1:26         |
| 10.                 | «Killer Sweet Uniform»                  | Джейк Сидвелл              | 1:14         |
| 11.                 | «No Sappy Goodbye»                      | Джейк Сидвелл              | 1:09         |
| 12.                 | «Chookity Dookity»                      | Джейк Сидвелл              | 0:49         |
| 13.                 | «No Sappy Goodbyes (Alternate Version)» | Джейк Сидвелл              | 1:20         |
| Общая длительность: | Общая длительность:                     | Общая длительность:        | 49:00        |

## Список серий
| Сезон | Серии | Серии | Даты показа     | Даты показа      | Даты показа |
| Сезон | Серии | Серии | Первая серия    | Последняя серия  | Канал       |
| ----- | ----- | ----- | --------------- | ---------------- | ----------- |
| Пилот | Пилот | Пилот | 6 апреля 2016   | 6 апреля 2016    | YouTube     |
| 1     | 10    | 10    | 26 февраля 2018 | 7 мая 2018       | TBS         |
| 2     | 13    | 13    | 24 июня 2019    | 23 сентября 2019 | Adult Swim  |
| 3     | 13    | 13    | 20 марта 2021   | 14 июня 2021     | Adult Swim  |

### Пилот
| Название | Режиссёр     | Written by                   | Дата премьеры | Зрители US (млн) |
| --- | ------------ | ---------------------------- | ------------- | ---------------- |
| «Final Space» | Олан Роджерс | Олан Роджерс и Джейк Сидвелл | 6 апреля 2016 | 1.4              |
| После битвы с Лордом Командующим, Гэри решает, что он должен вернуться и спасти Квинн, несмотря на то, что его память будет стёрта в процессе прыжка в «темпорального червя». |              |                              |               |                  |

### 1 сезон
| № общий | № в сезоне | Название        | Режиссёр                    | Сценаристы                                           | Дата премьеры                               | Дата премьеры в сети | Зрители США (млн)     |
| --- | ---------- | --------------- | --------------------------- | ---------------------------------------------------- | ------------------------------------------- | -------------------- | --------------------- |
| 1 | 1          | «Chapter One»   | Майк Робертс                | Олан Роджерс и Дэвид Сакс                            | 17 февраля 2018 (TNT) 26 февраля 2018 (TBS) | 15 февраля 2018      | 1.27 (TNT) 0.48 (TBS) |
| Гэри, после пяти лет заключения в космическом корабле, должен через неделю освободиться. Он встречает таинственного инопланетянина и называет его Пряником, даже не осознавая, что он несёт опасность вселенной и что за ним охотится армия наёмников злодея Лорда Командующего. |            |                 |                             |                                                      |                                             |                      |                       |
| 2 | 2          | «Chapter Two»   | Майк Робертс и Дэн О'Коннор | Олан Роджерс, Дэвид Сакс и Джейн Бекер               | 17 февраля 2018 (TNT) 5 марта 2018 (TBS)    | 15 февраля 2018      | 1.27 (TNT) 0.58 (TBS) |
| Наёмникам Лорда удаётся схватить Пряника, а Гэри берёт в заложники одного из наёмников и пытается переманить его на свою сторону. Вдвоём они отправляются на планету Тера Кон Прайм в поисках охотника за головами, который напал на них ранее. Истинный же мотив Авокато заключается в том, чтобы освободить своего сына - Като Младшего, которого Лорд держит в заложниках, чтобы Авокато служил ему. Тем не менее видя, как Лорд пытается убить Гэри, Авокато решает встать на его защиту, предав при этом Лорда. Позже он решает по настоящему присоединится к Гэри и самостоятельно вызволить своего сына из тюрьмы. |            |                 |                             |                                                      |                                             |                      |                       |
| 3 | 3          | «Chapter Three» | Бен Бьелажак                | Олан Роджерс. Дэвид Сакс, Алисса Лейн и Алекс Шерман | 12 марта 2018                               | 16 февраля 2018      | 0.43 (TBS)            |
| Гэри и Авокато хотят спрятать Пряника на планете Ярно, однако оказываются схваченными приспешниками Лорда, которые отправляют их в ловушку Лазаря, где любые мысли становятся явью. Тем временем Пряника отправляют на боевую арену, чтобы сражаться с монстрами. Одновременно сюжет повествует о Квинн, капитане «Стражей бесконечности», которая открывает «крайний космос» — разлом во вселенной, угрожающий уничтожить Землю. |            |                 |                             |                                                      |                                             |                      |                       |
| 4 | 4          | «Chapter Four»  | Майк Робертс                | Олан Роджерс и Дэвид Сакс                            | 19 марта 2018                               | 13 марта 2018        | 0.44 (TBS)            |
| Гэри находит Квинн и спасает её. Тем временем корабль Гэри взламывают и его роботы нападают на команду. Чтобы перезапустить двигатель корабля, необходимо собрать энергию с умирающей звезды, к которой направляется Гэри. Он становится заложником печальных воспоминаний. |            |                 |                             |                                                      |                                             |                      |                       |
| 5 | 5          | «Chapter Five»  | Крис Палушек                | Адам Штейн, Кристофер Эмик, Бен Меклер и Джейн Бекер | 26 марта 2018                               | 20 марта 2018        | 0.54 (TBS)            |
| Гэри, Квинн и Авокато замечают, что брешь в «крайний космос» расширяется из-за воздействия на него лазерного луча. Герои отправляются к источнику этого луча. Квинн понимает, что за работу луча отвечает армия «Стражей бесконечности», которая теперь служит злому Лорду. |            |                 |                             |                                                      |                                             |                      |                       |
| 6 | 6          | «Chapter Six»   | Бен Бьелажак                | Алисса Лейн, Алекс Шерман и Кэмерон Скуирс           | 9 апреля 2018                               | 26 марта 2018        | 0.51 (TBS)            |
| Гэри и Авокато отправляются вызволять Като Младшего из тюрьмы, но попадают в ловушку. Авокато признаётся, что был когда-то правой рукой Лорда, а чтобы доказать ему свою верность надо было убить своего первенца. Авокато не смог это сделать и с тех пор Лорд держит Като Младшего в заложниках. Героям удаётся спасти Като Младшего, но Лорд прикрепляет на его спину бомбу. Уже в корабле, Авокато замечает её и спасает всех ценой своей жизни. |            |                 |                             |                                                      |                                             |                      |                       |
| 7 | 7          | «Chapter Seven» | Крис Палушек                | Кристофер Эмик и Бен Меклер                          | 16 апреля 2018                              | 9 апреля 2018        | 0.39 (TBS)            |
| Като Младший тяжело переживает смерть отца, он жаждет отомстить Лорду. На корабль прибывает таинственная незнакомка по имени Найтфолл, которая оказывается Квинн из будущего. Она намерена убить Пряника, утверждая, что именно он в будущем станет причиной разрушения вселенной. Пока герои предотвращают план Найтфолл, Като Младший пытается угнать её корабль, чтобы вернуть к жизни своего отца. |            |                 |                             |                                                      |                                             |                      |                       |
| 8 | 8          | «Chapter Eight» | Майк Робертс                | Олан Роджерс и Дэвид Сакс                            | 23 апреля 2018                              | 16 апреля 2018       | 0.43 (TBS)            |
| Квинн из будущего рассказывает, что попала в прошлое благодаря титану по имени Боло – единственного из титанов, который выступает против проникновения титанов из своего измерения во вселенную. Герои, попадают в другое измерение и решают встретиться с Боло. |            |                 |                             |                                                      |                                             |                      |                       |
| 9 | 9          | «Chapter Nine»  | Бен Бьелажак                | Адам Штейн                                           | 30 апреля 2018                              | 23 апреля 2018       | 0.39 (TBS)            |
| Гэри узнаёт, что может закрыть разлом с помощью бомбы с антиматерией, которая спрятана на Земле. У команды осталось мало времени, так как через 6 часов Землю затянет в «крайний космос». |            |                 |                             |                                                      |                                             |                      |                       |
| 10 | 10         | «Chapter Ten»   | Майк Робертс                | Олан Роджерс и Дэвид Сакс                            | 7 мая 2018                                  | 30 апреля 2018       | 0.40 (TBS)            |
| При попытке активировать бомбу с антиматерией, Гэри, Квинн и Като Младший вступают в бой с Лордом и его армией. В ходе боя погибают Квинн, Кевин и Гэри. Судьба Като Младшего и Пряника остаётся неизвестной. |            |                 |                             |                                                      |                                             |                      |                       |

### 2 сезон
| № общий | № в сезоне | Название                       | Режиссёр        | Сценаристы                                                  | Дата премьеры                                        | Зрители US (млн)  |
| --- | ---------- | ------------------------------ | --------------- | ----------------------------------------------------------- | ---------------------------------------------------- | ----------------- |
| 11 | 1          | «The Torra Regata»             | Бен Бьелажак    | Олан Роджерс и Дэвид Сакс                                   | 24 июня 2019 (Adult Swim) 1 июля 2019 (TBS)          | 0.58 (Adult Swim) |
| Кларенс Полькавитц находит Гэри и делает его своим заключённым. Гэри пытается освободиться, но для этого ему нужно выиграть гонку.                            |            |                                |                 |                                                             |                                                      |                   |
| 12 | 2          | «The Happy Place»              | Ёриаки Мошизуки | Дэн О’Кифи, Олан Роджерс и Дэвид Сакс                       | 1 июля 2019 (Adult Swim) 8 июля 2019 (TBS)           | 0.41 (Adult Swim) |
| Команда корабля попадает в ловушку на корабле «Счастливое место», где всё не так просто, как кажется.                                                         |            |                                |                 |                                                             |                                                      |                   |
| 13 | 3          | «The Grand Surrender»          | Энн Уолкер      | Олан Роджерс и Дэвид Сакс                                   | 8 июля 2019 (Adult Swim) 15 июля 2019 (TBS)          | 0.50 (Adult Swim) |
| Поиск пространственных ключей приводит экипаж корабля на родную планету Эш. Хью проводит мальчишник.                                                          |            |                                |                 |                                                             |                                                      |                   |
| 14 | 4          | «The Other Side»               | Бен Бьелажак    | Дэн О’Кифи, Олан Роджерс и Дэвид Сакс                       | 15 июля 2019 (Adult Swim) 22 июля 2019 (TBS)         | 0.59 (Adult Swim) |
| Столкновение с осколками пространства-времени захватывает корабль в ловушку.                                                                                  |            |                                |                 |                                                             |                                                      |                   |
| 15 | 5          | «The Notorious Mrs. Goodspeed» | Ёриаки Мошизуки | Кэмерон Сквайрс, Олан Роджерс и Дэвид Сакс                  | 22 июля 2019 (Adult Swim) 29 июля 2019 (TBS)         | 0.66 (Adult Swim) |
| Гэри встречается с матерью, которая бросила его ещё в детстве, а Пряник страдает от нехватки внимания.                                                        |            |                                |                 |                                                             |                                                      |                   |
| 16 | 6          | «The Arachnitects»             | Энн Уолкер      | Келли Линн Д’Анджело, Ник Уотсон, Олан Роджерс и Дэвид Сакс | 29 июля 2019 (Adult Swim) 5 августа 2019 (TBS)       | 0.68 (Adult Swim) |
| Пряника похищают и команда корабля отправляется на его поиски. Трайбор восстанавливает «сопротивление».                                                       |            |                                |                 |                                                             |                                                      |                   |
| 17 | 7          | «The First Times They Met»     | Бен Бьелажак    | Дирдри Дэвлин, Олан Роджерс и Дэвид Сакс                    | 5 августа 2019 (Adult Swim) 12 августа 2019 (TBS)    | 0.55 (Adult Swim) |
| Найтфолл пытается вернуть прошлое, а команда корабля сталкивается с кучей злых Кевинов.                                                                       |            |                                |                 |                                                             |                                                      |                   |
| 18 | 8          | «The Remembered»               | Ёриаки Мошизуки | Дэн О’Кифи, Олан Роджерс и Дэвид Сакс                       | 12 августа 2019 (Adult Swim) 19 августа 2019 (TBS)   | 0.64 (Adult Swim) |
| Команда попадает в «темпарального червя», который переносит корабль на три года назад на планету Тера Кон Прайм. Команда пытается вернуть к жизни Авокато.    |            |                                |                 |                                                             |                                                      |                   |
| 19 | 9          | «The Closer You Get»           | Бен Бьелажак    | Келли Линн Д’Анджело, Ник Уотсон, Олан Роджерс и Дэвид Сакс | 19 августа 2019 (Adult Swim) 26 августа 2019 (TBS)   | 0.53 (Adult Swim) |
| Гэри находит способ общаться с Квинн, а Трайбор воссоединяется с бойцом сопротивления, у которого есть скрытые мотивы.                                        |            |                                |                 |                                                             |                                                      |                   |
| 20 | 10         | «The Lost Spy»                 | Энн Уолкер      | Келли Линн Д’Анджело, Ник Уотсон, Олан Роджерс и Дэвид Сакс | 26 августа 2019 (Adult Swim) 2 сентября 2019 (TBS)   | 0.53 (Adult Swim) |
| Гэри и его команда ищут Като Младшего на Галанге-22. Кларенс, Фокс и Эш совершают свой величайший обман. Секреты Шерил раскрываются.                          |            |                                |                 |                                                             |                                                      |                   |
| 21 | 11         | «The Set Up»                   | Энн Уолкер      | Кэмерон Сквайрс, Олан Роджерс и Дэвид Сакс                  | 9 сентября 2019 (Adult Swim) 16 сентября 2019 (TBS)  | 0.55 (Adult Swim) |
| Кларенс предаёт команду, а Хью и Пряник устраивают себе выходной.                                                                                             |            |                                |                 |                                                             |                                                      |                   |
| 22 | 12         | «The Descent Into Darkness»    | Ёриаки Мошизуки | Келли Линн Д’Анджело, Ник Уотсон, Олан Роджерс и Дэвид Сакс | 16 сентября 2019 (Adult Swim) 23 сентября 2019 (TBS) | 0.62 (Adult Swim) |
| Поиск украденных пространственных ключей приводит экипаж к планете Ругаро, которая затягивается в темную зону.                                                |            |                                |                 |                                                             |                                                      |                   |
| 23 | 13         | «The Sixth Key»                | Бен Бьелажак    | Олан Роджерс и Дэвид Сакс                                   | 23 сентября 2019 (Adult Swim) 30 сентября 2019 (TBS) | 0.64 (Adult Swim) |
| С возвращёнными пространственными ключами команда отправляется в внутренний космос, где они пытаются освободить Боло. Однако, им не хватает ещё одного ключа. |            |                                |                 |                                                             |                                                      |                   |

### 3 сезон
| № общий | № в сезоне | Название                               | Режиссёр            | Сценаристы                | Дата премьеры  | Дата премьеры в сети | Зрители US (млн)  |
| --- | ---------- | -------------------------------------- | ------------------- | ------------------------- | -------------- | -------------------- | ----------------- |
| 24 | 1          | «…And Into The Fire»                   | Бен Бьелажак        | Олан Роджерс и Дэвид Сакс | 20 марта 2021  | 19 апреля 2021       | 0.37 (Adult Swim) |
| Инвиктус устраивает свою ловушку во время воссоединения Квинн и Гэри, уничтожая корабль и высаживая команду на незнакомой планете, где они сталкиваются с армией оживших трупов.                                                                                        |            |                                        |                     |                           |                |                      |                   |
| 25 | 2          | «The Hidden Light»                     | Хуан Хосе Меса-Леон | Олан Роджерс и Дэвид Сакс | 27 марта 2021  | 26 апреля 2021       | 0.34 (Adult Swim) |
| Команда ищет новый корабль, а Боло и Пряник начинают охоту на Титанов. |            |                                        |                     |                           |                |                      |                   |
| 26 | 3          | «The Ventrexian»                       | Кен Вон             | Олан Роджерс и Дэвид Сакс | 3 апреля 2021  | 3 мая 2021           | 0.26 (Adult Swim) |
| Лорд пытается вытянуть из Авокато информацию о местонахождении Пряника, заставляя его вновь пережить своё тёмное прошлое. Квинн борется с внутренним конфликтом, а Боло и Пряник противостоят Орескису – могущественному Титану, который раньше был лучшим другом Боло. |            |                                        |                     |                           |                |                      |                   |
| 27 | 4          | «One of Us»                            | Хуан Хосе Меса-Леон | Олан Роджерс и Дэвид Сакс | 10 апреля 2021 | май 10, 2021         | 0.29 (Adult Swim) |
| Гэри и Квинн планируют опасную спасательную миссию, а Эш узнает о своей связи с Инвиктусом. |            |                                        |                     |                           |                |                      |                   |
| 28 | 5          | «All the Moments Lost»                 | Бен Бьелажак        | Бен Бьелажак              | 17 апреля 2021 | май 17, 2021         | 0.31 (Adult Swim) |
| Корабль попадает на орбиту таинственной черной дыры, которая угрожает уничтожить их. Эш изо всех сил пытается держать свои силы под контролем, а болезнь Квинн вызывает у неё галлюцинации травмирующих воспоминаний.                                                   |            |                                        |                     |                           |                |                      |                   |
| 29 | 6          | «Change Is Gonna Come»                 | Кен Вон             | Олан Роджерс и Дэвид Сакс | 24 апреля 2021 | 24 мая 2021          | 0.33 (Adult Swim) |
| Гэри и команда ищут лекарство от отравления «крайним космосом» Квинн. Эш пытается противостоять Инвиктусу. |            |                                        |                     |                           |                |                      |                   |
| 30 | 7          | «The Chamber of Doubt»                 | Бен Бьелажак        | Олан Роджерс и Дэвид Сакс | 1 мая 2021     | 31 мая 2021          | 0.25 (Adult Swim) |
| Команда отправляется на помощь Боло, а Инвиктус обманом сбивает Эш с пути. |            |                                        |                     |                           |                |                      |                   |
| 31 | 8          | «Forgiveness»                          | Хуан Хосе Меса-Леон | Олан Роджерс и Дэвид Сакс | 8 мая 2021     | 7 июня 2021          | 0.28 (Adult Swim) |
| После смерти Фокса отношения в команде переживают кризис. Авокадо вынужден рассказать Гэри о печальном прошлом, а Эш находит утешение с неожиданном компаньоне. |            |                                        |                     |                           |                |                      |                   |
| 32 | 9          | «Hyper-Transdimensional Bridge Rising» | Кен Вон             | Олан Роджерс и Дэвид Сакс | 15 мая 2021    | 14 июня 2021         | 0.35 (Adult Swim) |
| Команда направляется на Землю для активации гиперпространственного моста. Враги команды объединяются, чтобы заманить их в ловушку. |            |                                        |                     |                           |                |                      |                   |
| 33 | 10         | «Until the Sky Falls»                  | Бен Бьелажак        | Бен Бьелажак              | 22 мая 2021    | 21 июня 2021         | 0.40 (Adult Swim) |
| Гэри и Квинн отправляются на опасную миссию, чтобы активировать устройство для уничтожения Титанов, а Авокато собирается остановить превращение Лорда-Командующего в титана.                                                                                            |            |                                        |                     |                           |                |                      |                   |
| 34 | 11         | «The Dead Speak»                       | Хуан Хосе Меса-Леон | Олан Роджерс и Дэвид Сакс | 29 мая 2021    | 28 июня 2021         | 0.31 (Adult Swim) |
| Корабль атакуют одержимые Инвиктусом мёртвые Гэри. Квинн признаёт поражение и меняет план действия. |            |                                        |                     |                           |                |                      |                   |
| 35 | 12         | «The Leaving»                          | Кен Вон             | Олан Роджерс и Дэвид Сакс | 7 июня 2021    | 5 июля 2021          | 0.26 (Adult Swim) |
| Команда находит гиперпространственный мост и работает над его активацией, но оказывается на грани распада из-за манипуляций Инвиктуса над Эш, которая предаёт команду, забирает с собой Като Младшего и отправляется к Инвиктусу.                                       |            |                                        |                     |                           |                |                      |                   |
| 36 | 13         | «The Devil's Den»                      | Бен Бьелажак        | Олан Роджерс и Дэвид Сакс | 14 июня 2021   | 12 июля 2021         | 0.25 (Adult Swim) |
| Команда не может смириться с предательством Эш. Гэри, Авокато и Хью отправляются в логово Инвиктуса, чтобы спасти Като Младшего, который узнаёт там правду о своих родителях. Квинн смирилась со своей судьбой, а Шерил и Пряник находят выход из «крайнего космоса».   |            |                                        |                     |                           |                |                      |                   |

## Критика
Сериал получил преимущественно положительные отзывы. На сайте агрегаторе Rotten Tomatoes, доля положительных отзывов критиков составила 70 %, а пользователей — 95 %.
Неоднозначную оценку получили первые серии. Главным объектом критики выступил главный герой, критики однозначно оценили озвучивание Дэвида Теннанта, главного злодея — Лорда. Стив Грин из IndieWire назвал Final Space красивой картиной с глубоким сюжетом, полным непредсказуемых поворотов. Даже если зрителю не понравится главный герой, он по прежнему сможет в полное мере оценить сериал в других его аспектах. Второстепенные персонажи многогранны и не являются дешёвыми ярлыками, а дружба между героями выглядит искренне. Отдельно Грин похвалил главного злодея, чья несдержанность и импульсивность выдаёт в персонаже его слабости и тоже делает персонажа интересным. Анимация своим стилем напоминает другие современные американские сериалы, однако окружающий мир в нём досконально проработан и насыщен яркими цветами. Александр Стрепетилов из Мира Фантастики назвал сериал шедевром, по динамичности не уступающим сериалу «Рика и Морти» и «Гравити Фолз», сериал получился цельным и без филлеров, тем не менее первые несколько серий можно упрекнуть в сумбурности. Александр похвалил стиль анимации и качественную рисовку. Сериал не просто так обозначен для взрослой аудитории, так как в нём хватает насилия. Сюжет наполнен юмором, но в нём хватает своих страшных и грустных моментов, а финал истории поражает зрителя своим эмоциональным накалом.
Дэйв Трамбор из Collider похвалил актёров озвучания, указал на оригинальность сюжета, уникальный стиль и идею самого сериала. Представитель AV Club назвал сериал также оригинальным на фоне многочисленной американской анимации, повторяющий стиль Диснея, или японской мультипликации. Несмотря на то, что мультфильм создавался для взрослых, многие шутки в нём подойдут скорее для детской аудитории. Критик похвалил сложное развитие сюжета, тем не менее вяло стартующее в первых сериях. Больше всего в сериале раздражает его главный герой, который крайне навязчив и раздражителен, его поведение порой напоминает 10-ти летнего ребёнка. Сюжет же держится на второстепенных персонажах. Критик указал на несбалансированность в сериале комедии и драмы. После трёх серий с юмором, сюжет превращается в балладу, которая выглядит так неуместно на фоне такого количества глупых шуток. Каждый раз, когда серия рискует превратится в детскую и глупую комедию, она кидает неожиданные и порой жестокие повороты.
Карен Хан из The Daily Beast назвала Final Space добротной научно-фантастической комедией, которая однако как и большинство теле-шоу не избежала проклятья «дайте несколько серий, чтобы показать, что сюжет хороший». Карен назвала анимацию очаровательной, а длительность каждой серии — удачной. Она заметила, что сериал прекрасно балансирует между комедией и драмой. Сюжет структурированн и наполнен чувством юмора, но в нём проскакивают эмоционально тяжёлые моменты, Авокато служит лучшей опорой для данного баланса. Что касается самого юмора, Карен дала неоднозначную оценку, заметив, что юмор кажется застрял в эпохе ранних flash-видеороликов, таких, как «Badger Badger Badger». Сам главный герой Гэри является заложником данного юмора, который подходит для коротких роликов на Youtube, но ни как не для полноценного сериала. Его отношение к Куинн также совершенно не походит в современному восприятию любовных отношений и это даже можно охарактеризовать, как токсичные отношения. Короткие вставки в начале каждой серии является несомненно сильной стороной сериала, которые предрекают, что героям не светит никакой счастливый конец.
Роберт Ллоид из Los Angeles Times похвалил сериал за отношения между Гэри и Мункейком, однако заметил, что сюжет получился не таким остроумным, как в «Футураме», «Автостопом по галактике» и «В поисках Галактики» с которыми в плане юмора, предназначенного для мальчиков-подростков Final Space обладает общими чертами". Критик Screenrant заметил неопределённость самого сериала, заметив, что он представляет собой любопытную путаницу научно-фантастических троп и элементов, типичных для других анимационных сериалов, таких, как Симпсоны и тем более Футурама. Главный герой такой же глупый и жизненный неудачник как Гомер Симпсон и одновременно упрямый авантюрист как Хан Соло, но в общем он попадает в категорию популярного типажа главного героя — «паршивца с золотым сердцем». Также другие популярное и уже надоевшее всем клише — попытка завоевать сердце девушки, которая едва знакома с героем или не проявляет к нему никакого интереса. Но в конце концов после просмотра нескольких серий понимаешь, что за болтливым и раздражительным героем прячется страдающий от одиночества человек, ищущий в отчаянии хоть какую то поддержку со стороны окружающих людей. Сдержанный отзыв оставил Тим Гудмэн из The Hollywood Reporter назвал шоу лёгким развлечением, которому однако не суждено стать новой «Футурамой» и преодолеть проверку временем. Качество анимации желает лучшего, юмор главного героя не смешной, а сама история не затягивает.